# Знаменское (городской округ Кашира)
Знаменское — деревня в городском округе Кашира Московской области.

## География
Находится в южной части Московской области на расстоянии приблизительно 8 км на восток-юго-восток по прямой от железнодорожной станции Кашира.

## История
Известна с XVI века. Альтернативное название — Черная по фамилии владельца Чернова. В 1747 году была построена Знаменская церковь. До 2015 года входила в состав сельского поселения Знаменского Каширского района.

## Население
Постоянное население составляло 10 человек в 2002 году (русские 100 %), 8 в 2010 году.